# Melanostoma abdominale
Melanostoma abdominale är en tvåvingeart som beskrevs av Tokuichi Shiraki 1930. Melanostoma abdominale ingår i släktet gräsblomflugor, och familjen blomflugor.
Artens utbredningsområde är Taiwan. Inga underarter finns listade i Catalogue of Life.